# Gotfred Tvede
Christen Gotfred Tvede (født 7. oktober 1863 i København, død 30. december 1947 sammesteds) var en særdeles produktiv dansk arkitekt, der især tegnede herregårde og villaer i nybarok stil for adel og borgerskab i tiden omkring 1900. Tvede var desuden arkitekt for Østasiatisk Kompagni og Det Classenske Fideicommis. Han drev i flere årtier Danmarks største tegnestue, og de mange arbejdsopgaver gjorde det muligt for mange af Tvedes talentfulde medarbejdere at sætte personlige fingeraftryk på projekterne.

## Uddannelse
Tvedes forældre var arkitekt Vilhelm Tvede og hustru. Han aflagde realeksamen 1879, kom i murerlære, blev svend 1883 og dimitteret fra Det tekniske Selskabs Skole 1884. Dernæst blev han optaget på Kunstakademiets Arkitektskole september 1881 og tog afgang som arkitekt maj 1890. I studietiden var han elev af Hans J. Holm og Martin Nyrop og fik egen tegnestue fra 1891. Han var på talrige rejser i udlandet.

## Karriere
Han vandt Neuhausens Præmie 1891, Årsmedaljen 1. gang 1902, 2. gang 1908 (Eckersberg Medaljen) Lasenius Kramps Medalje 1940 og blev æresmedlem af Akademisk Arkitektforening 1943. Han udstillede på Charlottenborg Forårsudstilling 1891, 1892 og 1905 og på Landsudstillingen i Aarhus 1909.
Tvede var medlem af Akademiets Plenarforsamling 1908, medlem af bestyrelsen for Lægeforeningens Boliger og for Foreningen til Hovedstadens Forskønnelse 1906-1912 (af dens rådgivende udvalg 1913-1947), af Taksationskommissionen vedrørende Grundes Afståelse til Gadeanlæg 1915-1940, af Akademiraadet 1928-1932, af faste udvalg i Københavns Brandforsikring, af direktionen for Københavns Hippodrom, af bestyrelsen for Samfundet og Hjemmet for Vanføre og af Bikubens tilsynsråd. Han var Ridder af Dannebrog og Dannebrogsmand.
Han blev gift 31. august 1895 i Asminderød med Bodil Marie Dorph-Petersen, f. 24. december 1873 i København, datter af skuespiller, senere teaterdirektør Jens Frederik Siegfred Dorph-Petersen og Rose Cecilie Sødring. Tvede er urnebegravet på Vestre Kirkegård.

## Værker

### I København og Nordsjælland
- Charlottenlund Travbane, Charlottenlund (1891)[3]
- Alderdomshjem, senere sygehjem ved Guldbergsgade i De Gamles By (1897-1901, årsmedaljen 1902, sidefløj senere forlænget)
- ØKs kontorbygning, Hovedvej 14, Københavns Frihavn (1898, sammen med Valdemar Schmidt)
- Bryggeriet Heidrun, fra 1902 Bryggeriet Stjernen, Dronning Olgas Vej 70, Frederiksberg (1896-98, nedrevet)[4]
- Frederiksberg Gasværksarbejders Byggeforenings huse ("Den hvide by på Frederiksberg"), Peter Bangsvej 27- 45/Broderskabsvej 1-31, 2-18/Lighedsvej 1-13, 2-8/Frihedsvej 1- 7, 2-4/Folkets Allé 1-43, 2-42/Jyllandsvej 23-25, 24- 38/Kronprinsensvej 53-61, 48-54 (1900, sammen med Olaf Schmidth)
- Hovedbygning til Rungstedgårds ladegård (1900)[5]
- Finsens medicinske Lysinstitut, klinik og administrationsbygning, Rosenvængets Hovedvej 4 (1900-01)
- Badeanstalten København, nu hotel, Studiestræde 63 (1901-03, sammen med Valdemar Schmidt og ingeniør V. Nohr, fredet)
- Det Plessenske Palæ, Kristianiagade 12 og Trondhjemsgade 9 (1901-06, præmieret, indrettet 1948 som Domus Medica for Den almindelige danske Lægeforening af Flemming Grut og Tyge Holm)
- Berners Stiftelse, Ribegade 10 (1904, ombygget)
- Domicil for Foreningen af Fabrikanter i Jernindustrien i København, Nørre Voldgade 30 (1903-04, præmieret 1905, sammen med Fritz Koch)
- Det kgl. oktroyerede Brandassurance Compagnis bygning, Højbro Plads 10 (1904-06, sammen med Fritz Koch)
- Hotel Hornbækhus, Skovvej 7, Hornbæk (1904)
- Direktørbolig for Glostrup Bryggeri, nu del af Glostrup Rådhus, Glostrup (1905, taget i brug som rådhus 1927)[6]
- Ny avlsgård til Holtegård, Nordsjælland (1906)
- Ejendom, Ved Glyptoteket 6 (1906-08)
- Finsens klinik for medicinske sygdomme, A.F. Kriegers Vej/Rosenvængets Hovedvej (1906-08, Eckersberg Medaljen)
- Det danske Gaskompagnis bygning, Gammel Kongevej 120 (1907, præmieret)
- ØKs tidligere hovedbygning, Holbergsgade 2 (1907-08, præmieret 1909, tilbygning af Harald Gad, hele bygningen bombesprængt ved schalburgtage 1944, genopført 1946-49 af Holger Jacobsen, der tilføjede en etage)
- Villa Skrænten for skibsreder Christian Schmiegelow, Sofievej 11, Vedbæk (1908, udvidet 1916)
- Maltfabrik, Gasværksvej 16 (1908-09 og 1917)
- Tilsynsførende arkitekt ved Svenska Gustafskyrkan (1908-11)
- Mødre- og børnehjem, Christian X's Allé 172, Kongens Lyngby (1910)
- Villa Moltke, Ndr. Strandvej 24, Helsingør (1910)
- Godthaabskirken og General Classens Asyl, Nyelandsvej 49-51 (1910-11, præmieret)
- Ejendom, Kronprinsessegade 4 (1913)
- Villaer, Svanemøllevej 17-19 (1912)
- Ordrupgaard for etatsråd Wilhelm Hansen, Vilvordevej 110, Charlottenlund (1916-19, sammen med Therkel Hjejle)
- Rungsted Ladegård, Rungstedlund, Rungsted Kyst (1917)
- Smidstrup Strandgård, Fredheimvej 7, Rungsted (1917)
- Villa for ingeniør Alexander Foss, Bjerregårdsvej 4, Valby (1917)
- Villa for grosserer Aage Heyman, Øster Allé 33 (1918)
- Villa, Richelieus Allé 12, Hellerup, nu Polens ambassade (1918, sammen med Einar Madvig)
- Finseninstituttets hovedbygning, Strandboulevarden 49 (1919-21, nu ombygget til Danmarks Designskole)
- Fabrik for Georg Jensens Sølvsmedie, Ragnagade 7, Østerbro, København (1919-21)[7]
- Hj. Hartmann & Co.'s Frølager, Glostrup (1920)[6]
- Københavns Sygehjem, Ordrupvej 32, Ordrup (1920-22)
- Boligbebyggelse, Hammerensgade 4/Bornholmsgade 3 (1921)
- Det Østasiatiske Kompagnis Søfartshjem, Strandboulevarden/Gefionsgade (1921-22)
- Udvidelse af Diakonissestiftelsen, Peter Bangs Vej (1922-25)
- Sommerhus for biolog og generalkonsul Hjalmar Hartmann, Nordhusvej 30, Tisvilde (1924)[8]
- Tilbygning til det gl. Teknologisk Institut, Vester Farimagsgade 20 (1926-27)
- Tilbygning (hjørnebygning) til Bikuben, Silkegade 8 (1928)
- Villa, Gammel Vartov Vej 20 (1928, påbegyndt af Niels Rosenkjær)
- Sommerhus, Tisvildeleje, Højbohusvej 5
- Københavns Papir- og Kartonfabrik, Borgmestervangen 24 (1931-34, nedrevet)

### I provinsen
- Arbejderboliger i Rørdal, Aalborg (1899-1901, sammen med Olaf Schmidth)
- Hørbygård ved Holbæk (1900-01)
- Sygehusbygning på Herlufsholm (1906)
- Villa for ingeniør Poul Larsen på Højkol (1906, udvidet 1917)
- Næsgårds Agerbrugsskole ved Stubbekøbing (1907-08)
- Villa for ingeniør Alexander Foss på Høvildgård, Århus Amt (1908)
- Missionshuset Bethlehem, Ringsted (1909)
- Ny hovedbygning til Sørup Hovedgård ved Ringsted (1909, sdr. fløj ikke af Tvede)
- Bygning til fremstilling af Nationalbankens seddelpapir, Silkeborg Papirfabrik (1910, senere udvidet)
- Hovedbygning til Løndal ved Salten Langsø (1911-14)
- Hvilehjemmet Rørbæk ved Sakskøbing (1913)
- Biblioteksbygning på Herlufsholm (1913-15)
- Hovedbygning til Barritskov ved Juelsminde (1914-16)
- Klokkerbolig i Beldringe ved Præstø (1917)
- Gramhus, enkesæde til Gram Slot, nu Jørgen Overbys Tegnestue, Slotsvej 46, Gram (1939)[9]

- Ordrupgaard
- Barritskov
- Gramhus

### Restaureringer og ombygninger

#### I København
- Ombygning af Amaliegade 15 (1892, forhøjet med ½ etage)
- Thotts Palæ, nu Frankrigs ambassade, Kongens Nytorv 4 (1893)
- Hjemmet for Vanføre, Esplanaden 34 (1895-1919, delvis sammen med Caspar Leuning Borch)
- Kontorbygning for F.L. Smidth & Co., Vestergade 33 (1907)
- Kommandantbolig ved Rosenborg (1910, senere ændret)
- Søholm, Emdrup (1912-15)
- Villa Skrænten, Sofievej 11, Vedbæk (1916)
- Ombygning af Studenterhuset, Bispetorvet 1 for Handels- og Kontoristforeningen (1916-17)
- Indvendig istandsættelse af Holmens Kirke (1919)
- Ombygning af Moltkes Palæ (Gyldenløves lille Palæ), Dronningens Tværgade 2, for Håndværkerforeningen (1930-32)

#### I provinsen
- Førslev Kirke ved Næstved (1892)
- Gram Slot (1903)
- Ombygning af Nærumgård til kommunalt børnehjem (1907-08)
- Arresødal ved Frederiksværk (1908)
- Lundbygård ved Præstø (1910)
- Tirsbæk ved Vejle (1912)
- Gurrehus ved Helsingør (ca. 1912)
- Fjellebro ved Svendborg (1912-13)
- Visborggård ved Hadsund (1913)
- Løvenholt (1920)
- Sognemuseet i Tem (ombygning af gl. bindingsværkshus, 1924)

### Dekorative arbejder
- Rektorkæde til Polyteknisk Læreanstalt (1917, sammen med Kay Bojesen)[10]